# C. J. Miles
Calvin Andre „C. J.“ Miles Jr. (* 18. März 1987 in Dallas, Texas) ist ein US-amerikanischer Basketballspieler, der zuletzt für die Washington Wizards in der NBA aktiv war. 2005 wurde er als 18-jähriger von den Utah Jazz direkt aus der Highschool gedraftet, ohne vorher ein College besucht zu haben.

## High School
Miles hatte eine sehr erfolgreiche High-School-Karriere und galt als eines der größten Talente des Landes. Zu seinen Ehren zog seine High School die Trikotnummer 34 zurück. Damit ist er nach Larry Johnson erst der zweite Spieler, dem diese Ehre zuteilwurde. Er nahm 2005 am McDonald’s High School All-American Game teil und erzielte 13 Punkte. Beim Michael Jordan Classic kam er auf 16 Punkte.

## NBA
Bei der NBA-Draft 2005 wurde Miles in der zweiten Runde an 34 von den Utah Jazz gezogen. Eine Zusage, für das College der University of Texas zu spielen, falls er nicht in der ersten Runde gezogen wird, zog er zurück, nachdem die Jazz ihm einen Zwei-Jahres-Vertrag garantiert hatten. Mit der Unterzeichnung des Vertrages wurde Miles der jüngste Spieler in der Jazz-Geschichte.
Auf Grund seines jungen Alters wurde Miles nur selten von Jazz-Trainer Jerry Sloan eingesetzt und wechselte in den ersten drei Jahren seiner Karriere öfters zwischen der NBA-Entwicklungsliga D-League und dem Jazz-Team. Nachdem Gordan Giriček die Jazz verlassen hatte, wurde Miles ein festes Mitglied der Rotation und startete in allen 72 Spielen für Utah. Seine Spielzeit verdoppelte sich und auch seine Punkteausbeute stieg von durchschnittlich 5,0 Punkten pro Spiel (2007/08) auf 9,1 (2008/09). In der Saison darauf verlor Miles seinen Starterplatz an Ronnie Brewer, blieb jedoch weiterhin ein wichtiger Spieler. Am 16. März 2011 erzielte Miles mit 40 Punkten gegen die Minnesota Timberwolves einen Karriererekord. Die Saison schloss Miles mit Karrierebestwerten in Minuten, Punkten, Rebounds, Steals sowie Blocks ab.
Auch 2011/2012 spielte Miles für die Jazz und konnte mit den Jazz in die Play-offs einziehen. Nachdem sein Vertrag im Sommer 2012 ausgelaufen war, entschied sich Miles dazu, die Jazz zu verlassen und unterschrieb einen Vertrag über 2 Jahre bei den Cleveland Cavaliers. Bei den erfolglosen Cavaliers kam Miles öfter als wichtigster Bankspieler in Spiel.
Im Sommer 2014 wechselte Miles zu den Indiana Pacers. Miles erzielte in der Saison 2014/15 mit 13,5 Punkte pro Spiel seinen höchsten Punkteschnitt. Jedoch traf er weniger als 40 % aus dem Feld. Die nächsten beiden Jahre verblieb er ein wichtiger Spieler von der Bank für die Pacers.
Zur Saison 2017/18 spielte er für die kanadischen Toronto Raptors. Er blieb dort eineinhalb Jahre, ehe er im Februar 2019 in einem Transferpakt für Marc Gasol, zu den Memphis Grizzlies abgegeben wurde.